# Gryllotalpa septemdecimchromosomica
Gryllotalpa septemdecimchromosomica is een rechtvleugelig insect uit de familie veenmollen (Gryllotalpidae). De wetenschappelijke naam van deze soort is voor het eerst geldig gepubliceerd in 1958 door Ortiz.